# 송지초등학교
송지초등학교는 대한민국 전라남도 해남군 송지면 산정리에 있는 초등학교다.

## 학교 연혁
- 1923년 11월 1일 송지공립보통학교 개교
- 1938년 4월 1일 송지산정공립심상소학교로 개칭
- 1941년 4월 1일 송지산정공립국민학교로 개정
- 1970년 8월 3일 송지국민학교로 개칭
- 1994년 3월 1일 금강분교장 편입
- 1994년 9월 1일 서정분교장 편입
- 1995년 3월 1일 금강분교장 통폐합
- 1996년 3월 1일 송지초등학교로 개칭
- 1998년 8월 6일 병설유치원 인가
- 2011년 3월 1일 군곡초등학교 통폐합, 전원학교 지정
- 2014년 11월 20일 무개학학교선정(2015년~2018년 4년)
- 2015년 3월 1일 서정초등학교 분리
- 2015년 1월 23일 2014. 전남 교육과정 우수 학교 표창
- 2020년 1월 9일 제94회 졸업(총 졸업생 10,251명, 유치원 1,335명)

## 학교 상징
- 교목 : 소나무 - 곧은 마음
- 교화 : 철쭉 - 고상한 취미
- 교색 : 녹색 - 꿈과 희망

## 참고 자료
- 송지초등학교 - 한국교육학술정보원 학교알리미